# Englische Badmintonmeisterschaft 1971
Die Englische Badmintonmeisterschaft 1971 fand bereits vom 11. bis zum 13. Dezember 1970 in der University of Nottingham in Nottingham statt. Es war die achte Austragung der nationalen Titelkämpfe von England im Badminton.

## Sieger und Platzierte
| Disziplin    | Gold                        | Silber                        | Bronze                      |
| ------------ | --------------------------- | ----------------------------- | --------------------------- |
| Herreneinzel | Derek Talbot                | Ray Stevens                   | Brian H. White              |
| Herreneinzel | Derek Talbot                | Ray Stevens                   | David Hunt                  |
| Dameneinzel  | Gillian Gilks               | Margaret Beck                 | Margaret Gardner            |
| Dameneinzel  | Gillian Gilks               | Margaret Beck                 | Julie Rickard               |
| Herrendoppel | Elliot Stuart Derek Talbot  | David Eddy Roger Powell       | Ray Stevens Mike Tredgett   |
| Herrendoppel | Elliot Stuart Derek Talbot  | David Eddy Roger Powell       | Colin Beacom Keith Andrews  |
| Damendoppel  | Margaret Beck Julie Rickard | Gillian Gilks Nora Gardner    | Barbara Giles Helen Horton  |
| Damendoppel  | Margaret Beck Julie Rickard | Gillian Gilks Nora Gardner    | Ursula Smith Bridget Cooper |
| Mixed        | Roger Mills Gillian Gilks   | Brian E. Jones Bridget Cooper | David Eddy Eileen Ross      |
| Mixed        | Roger Mills Gillian Gilks   | Brian E. Jones Bridget Cooper | Keith Stuart Helen Horton   |

## Finalresultate
| Disziplin    | Sieger                      | Finalist                      | Ergebnis |
| ------------ | --------------------------- | ----------------------------- | -------- |
| Herreneinzel | Derek Talbot                | Ray Stevens                   |          |
| Dameneinzel  | Gillian Gilks               | Margaret Beck                 |          |
| Herrendoppel | Elliot Stuart Derek Talbot  | David Eddy Roger Powell       |          |
| Damendoppel  | Margaret Beck Julie Rickard | Gillian Gilks Nora Gardner    |          |
| Mixed        | Roger Mills Gillian Gilks   | Brian E. Jones Bridget Cooper |          |